# Uring (Pining)
Uring is een bestuurslaag in het regentschap Gayo Lues van de provincie Atjeh, Indonesië. Uring telt 561 inwoners (volkstelling 2010).